# Есхожаев, Артык
Артык Есхожаев (1890 год, аул Жар-Тюбе, Туркестанский край, Российская империя — 1965 год) — колхозник, чабан, Герой Социалистического Труда (1948). Заслуженный мастер животноводства Казахской ССР.

## Биография
Родился в 1890 году в ауле Жар-Тюбе (сегодня — Сарыагашский район Южно-Казахстанской области, Казахстан). С раннего возраста занимался батрачеством. С 1937 года работал старшим чабаном в колхозах «Дарбаза» и «Сыр-Дарьинский» Южно-Казахстанской области.
В 1947 году вырастил по 124 ягнёнка от каждых 100 овцематок. За эти достижения был удостоен в 1948 году звания Героя Социалистического Труда.

## Награды
- Герой Социалистического Труда — указом Президиума Верховного Совета СССР от 23 июля 1948 года;
- Орден Ленина — дважды;
- Орден Знак Почёта.